# 山嵜雅雄
山嵜 雅雄（やまざき まさお、1960年 - ）は、日本の建築家。インテリアプランナー。東京都生まれ。
株式会社山嵜雅雄建築研究室代表。国士舘大学理工学部非常勤講師。日本建築家協会会員。日本建築学会会員。
戸建住宅、集合住宅、別荘を主に設計。コーポラティブハウスやバリアフリー住宅、省エネ住宅にも取り組む。
1960年東京都生まれ。
1993年山嵜雅雄建築研究所設立。
2006年株式会社山嵜雅雄建築研究室と改名。
代表作は、O2-HOUSE、NSK-BLDG.、M2-HOUSE、朱い壁など多数。

## 主な受賞歴
- 2000年「朱い壁」インテリアプランニング賞2000建設大臣賞を受賞
- 2000年「Villa M」第３回木材活用コンクール部門賞を受賞
- 2002年「第7回都市住宅プロポーザルコンペ」入選
- 2007年「第2回住まいのバリアフリーコンペティション2007(東京都住宅バリアフリー推進協議会)」で「T6-HOUSE」が優秀賞を受賞
- 2009年「第4回住まいのバリアフリーコンペティション2009(東京都住宅バリアフリー推進協議会)」で「O2-HOUSE」が最優秀賞を受賞
- 2010年「第41回ストアフロントコンクール　第3部 住宅・オフィス・公共施設・その他部門（昭和フロント株式会社）」で「NSK-BLDG.」が銅賞を受賞

## 主な作品掲載誌
- 「ワクワク住まいのヒミツを大解剖！20人の建築家がつくる最高の住宅」　2011.09.01（ザ・ハウス編著　株式会社エクスナレッジ発行）
- 別冊　住まいの設計171「建てたい家がきっと見つかる！　MY HOME 100選　「こう暮らしたい！」をカタチにした家大集合」　2010.09.30（扶桑社）
- 学研ムック「賢い子が育つ部屋づくり　かげ山英男先生が提案［子どもを賢くする部屋づくりのヒント］」2010.04.08（学研パブリッシング）
- 「SUMAI no SEKKEI　2010.5月号」　2010.03.21発売　（扶桑社）